# Constantino Lussana
Costantino Giuseppe Francesco Lussana (ur. 4 lutego 1892 w Bergamo, zm. 12 września 1944 tamże) – włoski lekkoatleta, uczestnik LIO 1920.
Na igrzyskach wystartował w biegu eliminacyjnym na 10 000 m. Zajął 8–10. miejsce w trzecim biegu eliminacyjnym.

## Wyniki
| Dystans  | Eliminacje                          | Finał         | Finał |
| Dystans  | Eliminacje                          | Wynik         |       |
| -------- | ----------------------------------- | ------------- | ----- |
| 10 000 m | 8–10. miejsce w biegu eliminacyjnym | Nie awansował |       |

## Rekordy życiowe
- 10 000 m - 32:30 (1923)